# Шманьківчицька сільська рада
Шманькі́вчицька сільська́ ра́да — колишня адміністративно-територіальна одиниця та орган місцевого самоврядування в Чортківському районі Тернопільської області. Адміністративний центр — с. Шманьківчики.

## Загальні відомості
- Територія ради: 13,534 км²
- Населення ради: 870 осіб (станом на 2001 рік)

## Населені пункти
Сільській раді підпорядковані населені пункти:
- с. Шманьківчики

## Історія
У вересні 1939 р. засновано першу сільську раду.
У березні 1944 р. сільська рада відновила свою діяльність.
У липні 1954 р. сільська рада приєднана до Залісянської сільської ради, а 30 березня 1959 р. с. Шманьківчики відновили свою сільську раду.
27 листопада 2020 року увійшла до складу Заводської селищної громади.

## Географія
Шманьківчицька сільська рада межувала з Шманьківською, Колиндянською, Залісянською сільськими радами, та Заводською селищною радою Чортківського району.

## Склад ради
Рада складалася з 12 депутатів та голови.

### Керівний склад попередніх скликань

#### Голови ради
| Прізвище, ім'я, по батькові | Основні відомості | Дата обрання | Дата звільнення |
| --------------------------- | ----------------- | ------------ | --------------- |
| Слободян Ярослав Йосипович  | Сільський голова  | 1992         | 1994            |
| Родак Ігор Володимирович    | Сільський голова  | 1994         | 1998            |
| Родак Ігор Володимирович    | Сільський голова  | 1998         | 2002            |
| Черкасова Ольга Юліанівна   | Сільський голова  | 2002         | 2006            |
| Гіль Віталій Тарасович      | Сільський голова  | 26.03.2006   | 31.10.2010      |
| Гіль Віталій Тарасович      | Сільський голова  | 31.10.2010   | 25.10.2015      |
| Ненчин Надія Петрівна       | Сільський голова  | 25.10.2015   | 27.11.2020      |

Примітка: таблиця складена за даними сайту Верховної Ради України та інформаційного запиту

#### Секретарі ради
| Прізвище, ім'я, по батькові       | Основні відомості | Дата обрання | Дата звільнення |
| --------------------------------- | ----------------- | ------------ | --------------- |
| Фіял Ольга Петрівна               | Секретар          | 1991         | 1994            |
| Фіял Ольга Петрівна               | Секретар          | 1994         | 1998            |
| Зелінська Валентина Володимирівна | Секретар          | 1998         | 2002            |
| Зелінська Валентина Володимирівна | Секретар          | 2002         | 2006            |
| Зелінська Валентина Володимирівна | Секретар          | 2006         | 2010            |
| Зелінська Валентина Володимирівна | Секретар          | 2010         | 2015            |
| Зелінська Валентина Володимирівна | Секретар          | 2015         | 2020            |

Примітка: таблиця складена за даними інформаційних запитів

### Депутати

#### VII скликання
За результатами місцевих виборів 2015 року депутатами ради стали:
1. Сеник Богдан Дмитрович
2. Зелінська Валентина Володимирівна
3. Садляк Михайло Володимирович
4. Захарчук Михайло Володимирович
5. Зелінський Володимир Ігорович
6. Бабин Оксана Євгенівна
7. Степанюк Євгеній Васильович
8. Саєнко Галина Михайлівна
9. Беренда Оксана Тарасівна
10. Сов’як Ігор Володимирович
11. Гришик Олег Олександрович
12. Фартушинська Ольга Ориславівна

#### VI скликання
За результатами місцевих виборів 2010 року депутатами ради стали:
1. Сеник Богдан Дмитрович
2. Зелінська Валентина Володимирівна
3. Садляк Михайло Володимирович
4. Захарчук Михайло Володимирович
5. Котик Степан Дмитрович
6. Степанюк Євген Дмитрович
7. Бабин Оксана Євгенівна
8. Качмар Ігор Васильович
9. Музика Марія Львівна
10. Сов'як Ігор Володимирович
11. Менів Олександр Іванович
12. Сліпенький Віталій Зеновійович

#### V скликання
За результатами місцевих виборів 2006 року депутатами ради стали:
1. Гермак Богдана Євгенівна
2. Клим Володимир Адамович
3. Зелінська Валентина Володимирівна
4. Мишкун Юрій Петрович
5. Садляк Михайло Володимирович
6. Бойко Володимира Ярославівна
7. Боднар Лілія Михайлівна
8. Степанюк Євгеній Васильович
9. Захарчук Олег Володимирович
10. Качмар Ігор Васильович
11. Українець Володимир Михайлович
12. Слота Микола Мирославович
13. Сов′як Ігор Володимирович
14. Сов′як Мирослав Михайлович
15. Менів Марія Михайлівна

#### IV скликання
За результатами місцевих виборів 2002 року депутатами ради стали:
1. Бабій Степан Олексійович
2. Новак Володимир Броніславович
3. Зелінська Валентина Володимирівна
4. Бохонко Богдан Андрійович
5. Садляк Михайло Володимирович
6. Захарчук Михайло Володимирович
7. Деркач Люба Петрівна
8. Слота Михайло Васильович
9. Боднар Лілія Михайлівна
10. Сміхун Борис Якович
11. Українець Володимир Михайлович
12. Афтанащук Василь Іванович
13. Давидович Йосип Іванович
14. Сов′як Мирослав Михайлович
15. Менів Марія Михайлівна

#### III скликання
За результатами місцевих виборів 1998 року депутатами ради стали:
1. Бабій Степан Олексійович
2. Новак Володимир Броніславович
3. Зелінська Валентина Володимирівна
4. Сеник Богдан Дмитрович
5. Гаврушко Стефанія Михайлівна
6. Сов′як Петро Володимирович
7. Деркач Люба Петрівна
8. Рибак Михайло Антонович
9. Величко Надія Володимирівна
10. Гира Станіслав Іванович
11. Українець Володимир Михайлович
12. Афтанащук Василь Іванович
13. Давидович Йосип Іванович
14. Сов′як Мирослав Михайлович
15. Дуньчак Станіслав Петрович

#### II скликання
За результатами місцевих виборів 1994 року депутатами ради стали:
1. Бабій Степан Олексійович
2. Фіял Ольга Петрівна
3. Гаврушко Стефанія Михайлівна
4. Садляк Володимир Михайлович
5. Захарчук Михайло Володимирович
6. Рибак Михайло Антонович
7. Гира Станіслав Іванович
8. Українець Володимир Михайлович
9. Давидович Йосип Іванович
10. Сов′як Мирослав Михайлович
11. Білінський Богдан Констянтинович

#### I скликання
За результатами місцевих виборів 1991 року депутатами ради стали:
1. Бабій С.О.
2. Гаврушко С.М.
3. Фіял О.П.
4. Садляк В.М.
5. Сидор І.Й.
6. Гермак В.Є.
7. Туз Т.В.
8. Захарчук В.П.
9. Бабій М.Д.
10. Захарчук Я.В.
11. Слободян Я.Й.
12. Кушнір Р.П.
13. Білик П.Й.
14. Сов′як М.М.
15. Черкасова О.Ю.